# Win+ Fútbol
Win+ Fútbol (Win Más Fútbol; anteriormente Win Sports+) es un canal de televisión por suscripción premium colombiano de deportes especializado en fútbol, que inició sus transmisiones el 20 de enero de 2020. Su precio varía desde CO$ 21 000 en SD, CO$ 30 000 en HD al mes por abonado, CO$ 100 000 para establecimientos comerciales y el servicio de pago por evento (PPV) de CO$ 30 000 por partido a visualizar.
Durante la pandemia de COVID-19, el fútbol colombiano quedó en pausa, y desde que inició su emisiones el canal no emitió programas y por lo tanto no cobraba a sus abonados. Tal fueron las secuelas en la economía, que el precio de la señal bajó 1/3 al empezar la liga de fútbol.

## Historia
En 2019, en reuniones con representantes de la Dimayor, se acordó que Win Sports lanzaría un canal premium denominado Win Sports+ que saldría al aire en 2020, en el cual se emitirían únicamente partidos de fútbol en vivo a un costo de COP$ 30 000 al mes. Win Sports+ transmitiría los 10 partidos de primera división por fecha, los 3 partidos de segunda división por fecha, los 4 partidos de Copa Colombia por Fecha, 3 partidos de la Liga Femenina por fecha, la Superliga Colombiana, los 4 partidos de Liga Turca por fecha, los 5 Partidos de la Bundesliga por fecha y todos los partidos de Difútbol, El canal no emitirá publicidad durante el tiempo de juego de los partidos de la Liga, Torneo, Copa y Liga Femenina, y los partidos que no se transmitirían en vivo allí se emitirán por las señales básica y alterna. Sin embargo, con el lanzamiento de Win Sports+, los partidos del FPC se dejaron de transmitirse por televisión abierta. El canal llegó a tener sus producciones originales, como los programas Win+ noticias, Primer toque, Linea de 4 y Mucho + fútbol.

## Críticas
A pesar de todas las mejoras prometidas en la transmisión por el canal, las críticas hacía Win Sports+ no se han hecho esperar, haciendo énfasis en su alto costo de CO$ 30 000 y errores técnicos durante la emisión de partidos en vivo. Debido a estos hechos, se volvió tendencia en Twitter la etiqueta #LoPagaráSuMadre. Los críticos mencionan que no había razón alguna para cobrar ese costo debido a la mala calidad de los estadios y el bajo nivel y calidad del fútbol colombiano. Sin embargo, el entonces presidente de Win Sports, Jaime Parada, dice que estas críticas son una reacción natural y que estaban predestinadas.

## Programación
Su programación esta especializada en el fútbol y consiste en la información noticiosa como: Win+ Noticias, los programas en vivo y las transmisiones en vivo como: la Categoría Primera A, la Categoría Primera B, la Copa Colombia, la Superliga de Colombia, la Copa América y otros eventos emitidos en vivo.

## Presidentes
- Mauricio Correa Peña (2012-2019)
- Jaime Parada (2019-2024)
- Andrea Guerrero (2024-presente)